# Teoria dell'oralità

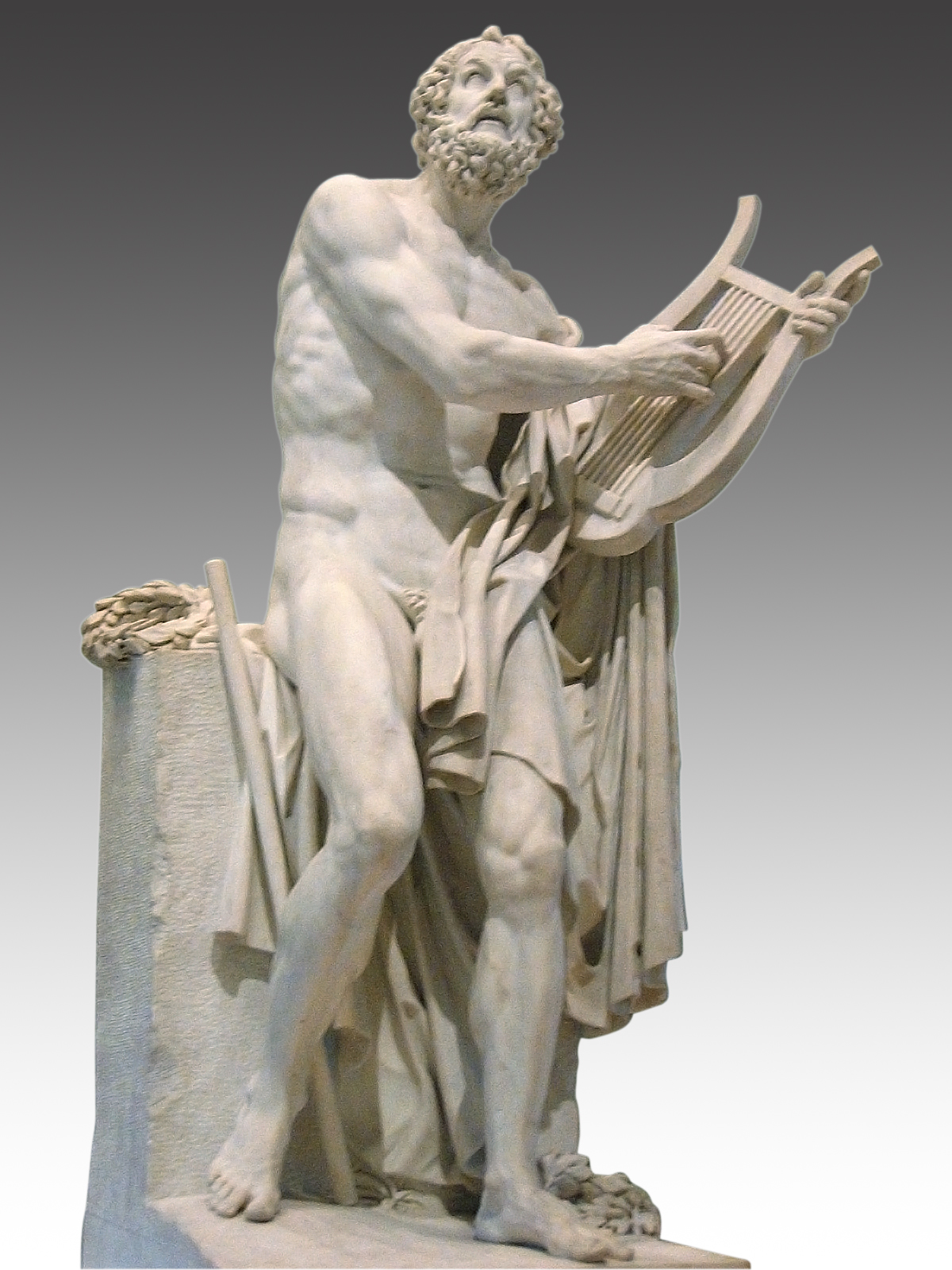
Omero (1812), di Philippe-Laurent Roland, museo del Louvre.

La teoria dell'oralità (in inglese oral-formulaic theory, in italiano detta anche tesi di Parry/Lord, dal cognome dei suoi due iniziatori) è una teoria sviluppata nel 1930 per lo studio della poesia epica di Omero dal filologo statunitense Milman Parry. Secondo questa teoria, i poemi omerici sono stati sviluppati come parte di una tradizione orale utilizzando un sistema di modulo di composizione che consentiva all'aedo di improvvisare le sue poesie direttamente al cospetto al pubblico, il tutto senza alcun ricorso alla scrittura. Fin dall'inizio, questo è stato un approccio comparativo, dato che era il risultato di una applicazione al testo di ipotesi omeriche secondo lo studio di epiche serbo-croate; in seguito, è stato esteso ad altre culture e ad altri generi letterari.

## Dal sistema formulare ai «cantastorie»
Milman Parry basò questa teoria su due pilastri principali: le sue recenti scoperte delle formule di Omero e viaggi in Jugoslavia da lui fatti nei primi anni 1930 assieme al suo assistente Albert Lord. 

### Il sistemaformularedi Omero
Le ricerche condotte da Milman Parry sull'epiteto tradizionale di Omero per la sua tesi di dottorato (redatta in francese e discussa a Parigi nel 1928) lo portarono a scoprire l'esistenza di un epiteto e in genere di quello che lui chiamava la "formula", vale a dire, espressioni ricorrenti usate per esprimere una data idea in condizioni metriche in maniera sistematica. Nell'Iliade e nell'Odissea, ogni dio o eroe è caratterizzato da uno o più  epiteti come «Era dalle braccia bianche», «Ulisse dei mille viaggi», «Achille dal piè veloce», ecc. Parry scopre l'esistenza di diverse formule per lo stesso personaggio (Achille può essere «il divino Achille», «Achille piè veloce», etc.) che non obbediscono ad un semplice desiderio di varietà estetica, ma sono uno strumento che permette al poeta di completare i suoi versi; ogni formula gli consente di svolgere parte del verso e della metrica per una data sequenza (una sequenza di lunghe e brevi sillabe nell'esametro dattilico che è il verso di epica omerica). Questo sistema è necessario perché queste formule sono indispensabili al poeta per poter evocare un determinato personaggio in qualsiasi condizione metrica, e sufficiente nel senso che una forma è sufficiente in un dato contesto, per evocare il personaggio in questione: pertanto per un determinato posto e per determinati versi e una configurazione metrica, esiste una sola formula per citare un determinato personaggio (i duplicati sono rari). Lo stile di Omero è in parte condizionato da questo sistema modulare. Parry ne deduce che un solo poeta non poteva inventare un sistema così complesso ed efficiente: si trattava dunque del prodotto di una tradizione.  
Negli articoli pubblicati nel 1930-1932, Parry sostiene che la maggior parte, se non tutte le dizioni di Omero, sono dei formulari. Quest'ultima affermazione è stata significativamente qualificata dallo studio di suo figlio Adam Parry e degli altri ricercatori che hanno approfondito la questione.

### I viaggi in Jugoslavia

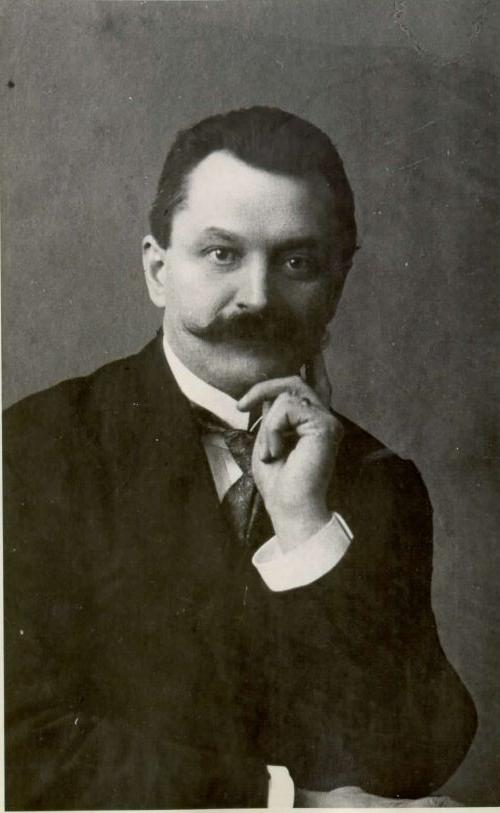
Matija Murko nel 1895.

Nel 1933-1935, Parry intraprese, con il suo assistente Albert Lord, una serie di viaggi in Jugoslavia, nelle zone in cui esistevano ancora a quel tempo, i bardi in grado di cantare le poesie improvvisate su temi tradizionali, utilizzando una formula simile al sistema che aveva appena scoperto in Omero. Essi registrarono la loro ricerca in linea con quella condotta da Matija Murko, che era già andato a fare registrazioni di questi canti. Parry e Lord, a loro volta, realizzarono registrazioni e trascrizioni scritte, che permisero loro di studiare i cambiamenti progressivi dello stesso canto cantato da un bardo anche a settimane o a mesi di distanza. Questo studio alimentò la loro prospettiva comparativa e permise loro di sviluppare nella zona greca, la teoria che i poemi omerici erano stati composti da un poeta analfabeta e uno scriba ne aveva fatto una trascrizione scritta. Le versioni pervenute a noi pertanto, corrispondono alla fissazione scritta dell'ultima versione delle poesie, il culmine di una lunga e costante trasformazione. 
Dopo la morte di Parry nel 1935, Albert Lord proseguì le sue ricerche sull'oralità e la tradizione orale e pubblicò nel 1960 The Singer of Tales, dove sosteneva la teoria di una composizione orale basata sull'improvvisazione diretta del bardo davanti al suo pubblico.

## Influenze e limiti della teoria dell'oralità
La scoperta del sistema a formula di Omero ha profondamente cambiato gli studi omerici. Tuttavia, la teoria dell'oralità non consente di chiarire completamente le circostanze della composizione dei poemi omerici o quelle della loro svalutazione perché diversi scenari restano possibili. Dopo Milman Parry e Albert Lord, la teoria dell'oralità è stata estesa e arricchita di sfumature da diversi altri ricercatori in tutto il mondo, come Adam Parry o Gregory Nagy.
La teoria dell'oralità si è tuttavia rivelata fruttuosa: ha dato il via a molte ricerche nei successivi decenni, ed è stata applicata ad altri generi letterari, tra cui l'epica medievale, con più o meno successo. La principale critica fatta dal lavoro successivo è stata quella di qualificare l'opposizione preparata da Albert Lord tra la poesia orale e quella scritta: i successivi lavori hanno dimostrato che vi sono, tra le diverse culture, tutti i tipi di situazioni "intermedie".